# 侧支发光杆菌属
侧支发光杆菌属（学名：Paraphotobacterium）也称副发光杆菌属，是弧菌科下的一个属。

## 下属物种
本属包括以下物种：
- 海洋侧支发光细菌 Paraphotobacterium marinum Huang et al., 2016，分离于中国南海表层海水。[2]也称海洋副发光杆菌。[3]